# Hermine Demoriane
Hermine Demoriane  (París, 1942) es una cantante, escritora y funambulista francesa.

## Trayectoria
Es hija de un ingeniero y de una periodista.A finales de los años 60 Demoriane colaboró en International Times, una revista hippie. Allí realizó entrevistas con los directores de cine Jean-Luc Godard, Philippe Garrel y Len Lye, entre otros.
En 1965 se casó con el poeta británico Hugo Williams. Tienen una hija, Murphy Williams, que es también escritora y periodista.
A principios de la década de 1970 pasó un tiempo como equilibrista, actuando, con el colectivo de artistas COUM Transmissions (antes Throbbing Gristle). En 1974 pasó una temporada en París con Grand Magic Circus et ses animaux tristes, compañía de cabaré de vanguardia de Jérôme Savary, actuando en la obra de Copi, Adiós señor Freud.  En la película Jubilee de Derek Jarman, interpretó el personaje de "Caos", cantando Non, je ne remordte rien de Édith Piaf. También participó en el Miss Mundo Alternativo, organizado por el artista Andrew Logan. Ese mismo año, mientras trabajaba como equilibrista para The Moodies, cantó por primera vez en público, interpretando I Won't Make It Without You de Nick Lowe. Con Moodier, grupo sucesor de The Moodies, interpretó, con el estilo de Marlene Dietrich, la canción Blue Angel de Roy Orbison producida por Max Paddison.
En 1976 tocó dos conciertos con el grupo The Subterraneans, compuesto por Nick Kent y The Damned sin su cantante Dave Vanian. También grabó un sencillo con Nick Kent y con Peter Perrett. David Cunningham de The Flying Lizards, la ayudó a grabar su sencillo Torture, originalmente planeado para Virgin Records, pero que finalmente fue lanzado en su propio sello Salomé Records, con un lanzamiento remasterizado posterior en Human Records. Luego lanzó un segundo sencillo con Human.
Entre 1978 y 1980, Demoriane escribió tres obras de teatro: Lou Andréas Salomé (protagonizada por Richard O'Brien y Jenny Runacre), El que es tu señor también es tu hijo (protagonizada por Anne Bean) y Los cuchillos al lado de los platos (con el Cabaret neonaturista). Desde octubre de 1980 hasta 1981 realizó interludios musicales en The Comic Strip, un café-teatro pionero en el Soho de Londres, con comediantes como Rik Mayall y Jennifer Saunders. Además, actuó y organizó varios espectáculos nocturnos de arte escénico. En 1982 actuó en la película Court of Miracles de John Maybury, y en 1986 lo hizo en Hilda Was a Goodlooker de Anna Thew.
En abril de 1982, el sello discográfico belga Crammed Discs lanzó un álbum que contenía seis canciones suyas, The World on My Plates, conocido por la fotografía de portada de Richard Rayner-Canham donde Demoriane carga sencillos de 7" en un lavavajillas mientras lleva un vestido de gala. Para presentar ese álbum realizó una gira entre 1982 y 1983. El siguiente álbum Lonely at the Top fue lanzado en julio de 1984 en su sello Salomé Records. Demoriane casi no ha grabado nada desde ese año. 
En 1989, escribió el libro biográfico y autobiográfico, The tightrope walker, en el que relata su vida como funámbula y su carrera en los años setenta, recordando a los funambulistas pioneros como Charles Blondin o Madame Saqui.
Ha aparecido en las series de televisión French & Saunders y Absolutely Fabulous. En 2001, cantó una versión francesa del tema musical de la serie al final del episodio París. Sus dos álbumes fueron reeditados en ediciones en CD remasterizados digitalmente en 2006 por Les Temps Modernes. Las grabaciones de sesiones suizas para otro álbum, junto con un par de regrabaciones, se publicaron en Who'll Come Walking en 2008 y en mayo de ese mismo año, cantó durante un encuentro ciclista que tuvo lugar entre Sacy-le-Petit y Verderonne en l' Oise, y en junio cantó en la Andrew Logan's Summer Sale en GlassHouse, Londres.
Demoriane es presidenta de la organización sin fines de lucro, Ateliers d'artistes de Sacy, con sede en el Château de Sacy, una casa de campo, ubicada en Sacy-le-Petit, l'Oise, que heredó en 1994 de sus abuelos Hermine y Armand Dupuis. Más tarde compró las acciones a sus hermanos y hermanas, primos y tía para adquirirla en su totalidad. La organización lleva a cabo residencias para artistas británicos y franceses y también organiza exposiciones.
También es secretaria del Blondin Memorial Trust, dedicado a la memoria del equilibrista Charles Blondin.

## Discografía

### Original
- Torture/Veiled Women, 7", Salomé, reeditado Human Records, Torture/Veiled Women/Born a woman/Foxes will, HUM 3, 1980
- TV Lovers/Valley of the Dolls, 7", Human Records, HUM 11, 1981
- The World on My Plates, 12", Crammed Discs, 1982
- Lonely at the Top, 12", Salomé, 1984
- Who'll Come Walking, CD, Salomé, 2008

### Reediciones
- The World on My Plates, CD remasterizado, LTM CD 2473, 2006
- Lonely at the Top, CD remasterizado, LTM CD 2476, 2006

## Narrativa
- Lifestar, a Diary of Nine Months, Demoriane (Hermine), Alan Ross, 1969 / Coward-McCann, 1970. A diary of her pregnancy.
- The Tightrope Walker, Demoriane (Hermine), Secker & Warburg, 1989. ISBN 0-436-12682-6.